# Romualdus

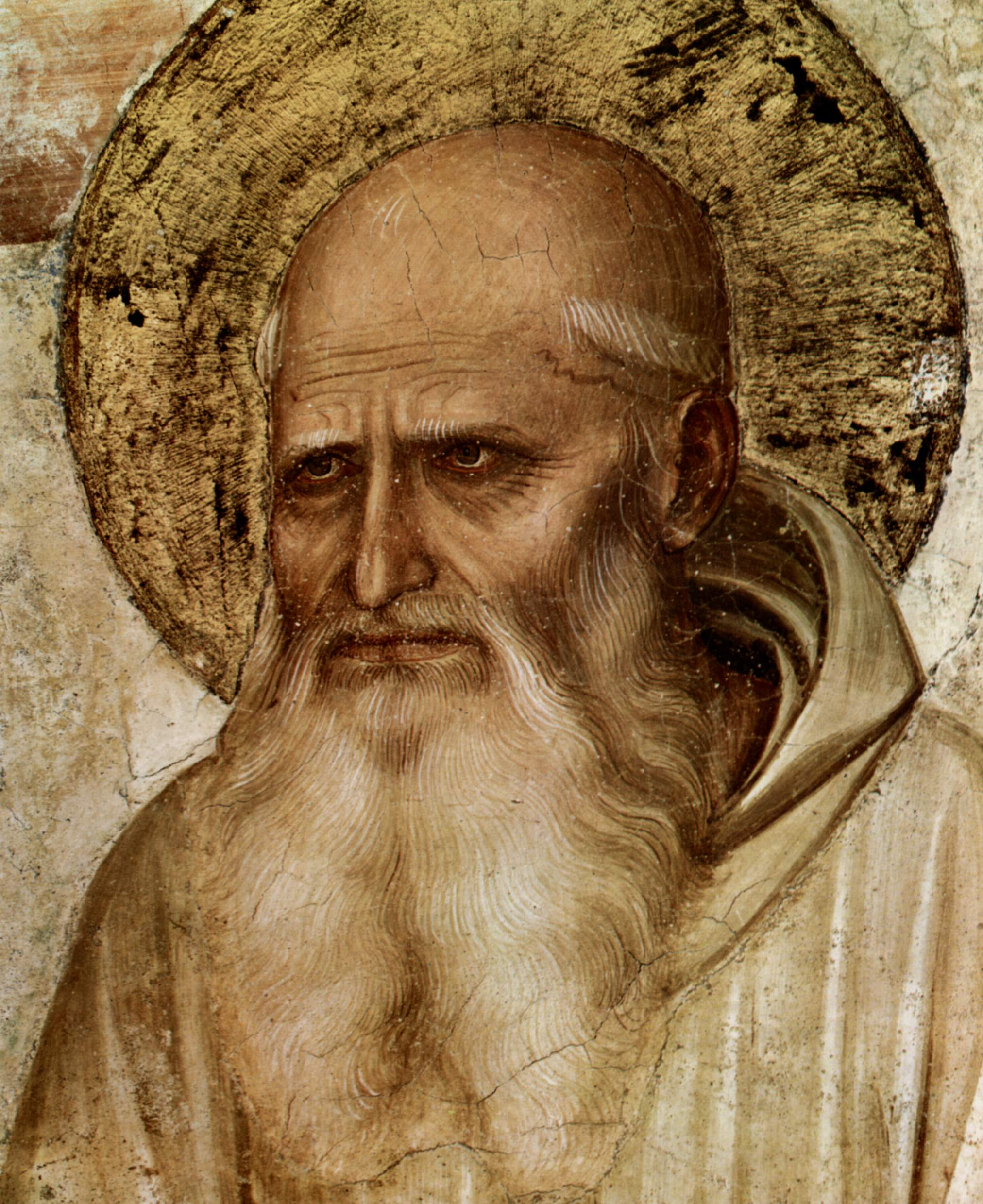
St.-Romualdus

Romualdus van Ravenna (Ravenna, ook wel sint Romualdus, ca. 952 – omgeving van Fabriano, 19 juni 1027) was een abt en de stichter van de orde der camaldulenzers. Vanwege hun witte pij worden ze ook wel witte benedictijnen genoemd. In de Lage Landen zijn er nooit camaldulenzerkloosters geweest. Momenteel zijn er vooral nog in Italië en Polen. Het gaat echter om een zeer kleine orde.

## Leven

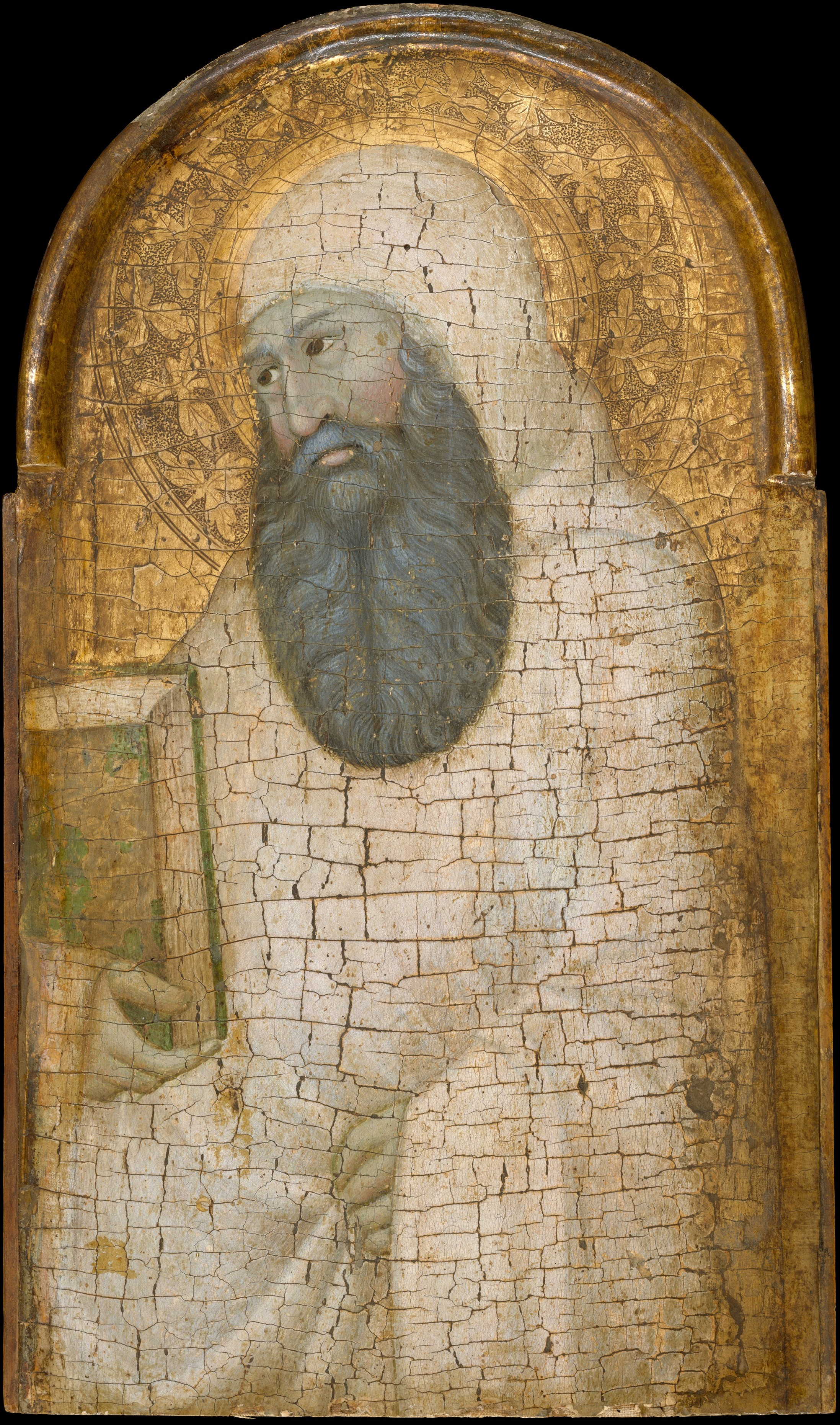
St.-Romualdus

Sint-Romualdus werd geboren in een adellijke familie te Ravenna. Nadat zijn vader hem had meegenomen naar een bloedig duel, trok hij zich rond de leeftijd van 20 jaar in de eenzaamheid terug om een leven van boete en versterving te leiden. Hij trad in bij de abdij van Sant'Apollinare te Classe (nabij Ravenna). Romualdus werd door belangrijke kerkelijke en politieke leiders gevraagd voor advies. Zo bracht hij keizer Otto III tot inkeer. Deze benoemde hem tot abt van de abdij van Sant'Apollinare te Classe. Een jaar later legde Romualdus zijn ambt neer en trok zich terug in de abdij van Montecassino. Hij werd de stichter van verschillende gemeenschappen van kluizenaars, waaronder de belangrijkste die van Camaldoli in Toscane (1012). Laatstgenoemde stichting gaf haar naam aan de kloosterorde der camaldulenzers (ook wel witte benedictijnen), die met gebruikmaking van de regel van Benedictus kluizenaarsleven en kloosterlijke gemeenschap met elkaar verbindt.
Tijdens zijn leven probeerde een groep mensen zijn botten te bemachtigen als relikwie en trachtte hem daarvoor te vermoorden. Hij ontkwam echter aan zijn belagers.
Romualdus stierf in het jaar 1027 in de abdij van Val di Castro in de buurt van Fabriano. Hij heeft geen geschriften nagelaten. De gegevens over hem zijn afkomstig van een theoloog uit dezelfde orde, Petrus Damiani, die zijn leven heeft opgetekend in de Vita beati Romualdi. Damiani trad in in het door Romualdus gestichte camaldulenzerklooster Fonte Avellana en werd er in 1043 ook prior.

## Verering
Romualdus overleed in Val-di-Castro. Later is zijn lichaam verplaatst en begraven in de abdij van Sint-Blasius en Sint-Romualdus te Fabriano. Tot 1969 was zijn gedenkdag 7 februari (de dag van de overbrenging van zijn relieken), maar thans is dat 19 juni (zijn sterfdag).
De typische iconografische attributen van Romualdus zijn de Bijbel, de duivel en een ladder die naar de hemel reikt. Hij wordt meestal afgebeeld met een lange witte baard en een wit habijt.

## Kloostergemeenschappen
De door Romualdus gestichte orde der camalduenzers verspreidde zich over diverse landen. Thans bestaan nog gemeenschappen in Italië, Polen en in de Verenigde Staten (Berkeley Californië). De orde ontleent haar naam aan Campo Maldoli, of Camaldoli. Dit betreft een nederzetting gewijd aan Salvator Mundi, bestaande uit een kerk met een aantal hutten eromheen. Dit was het eerste camaldulenzerklooster en bestaat tot op de dag van vandaag. Hier verbindt men het kluizenaarsleven met een benedictijns gezamenlijk kloosterleven, ook wel laura. Hier ontstond ook een soort ziekenhuis, waar monniken medicijnen maakten op basis van kruiden. Tegenwoordig worden deze kruiden, evenals zelfgemaakte kruidenlikeuren verkocht in het aanverwante klooster Fonte Avellana.